# Tageskennung

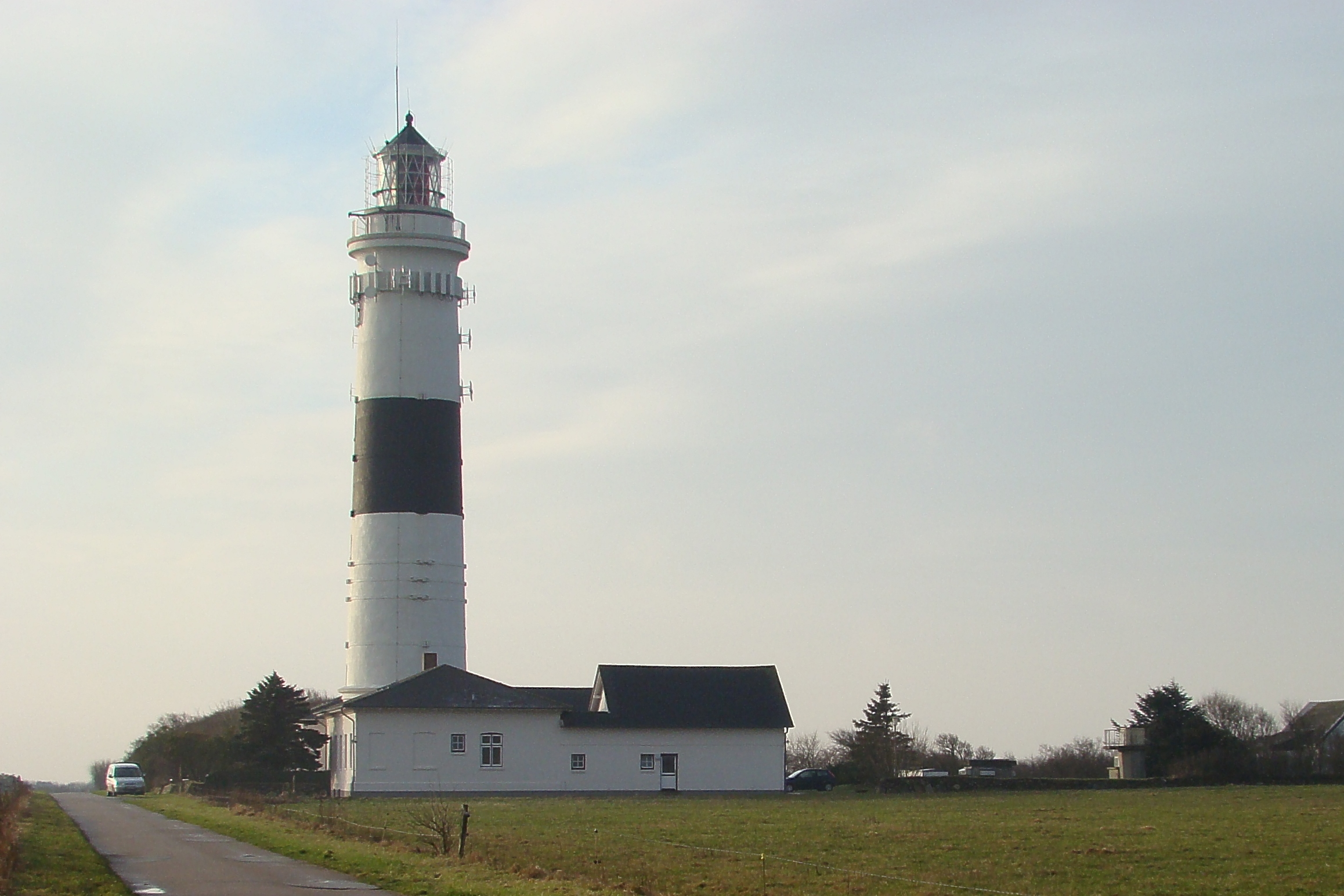
Tageskennung Leuchtturm Kampen auf Sylt

Die Tageskennung ist die äußere Erscheinung eines Leuchtturmes bei Tage und ermöglicht der Schifffahrt die eindeutige Identifikation dieser Landmarke zur Orientierung.
Im Dunklen wiederum hat jeder Turm seine eigene Lichtkennung von unterschiedlicher Farbe (rot, grün und weiß bzw. gelb) sowie von unterschiedlicher Leuchtdauer und Leuchtfrequenz.

## Beispiele
Ein Beispiel für eine markante Tageskennung ist der Leuchtturm Kampen auf Sylt. Weithin erkennbar ist auch der 41,80 m hohe, gemauerte rote Leuchtturm Amrum mit seinen zwei weißen Bändern, ein Wahrzeichen der nordfriesischen Insel Amrum. Einen besonderen Rekord hält das Leuchtfeuer Schleimünde von 1890 bis heute: Kein anderer Leuchtturm änderte seine Tageskennung so häufig wie er. Erst gelb, dann dunkelgrau, dann wieder gelb, danach hellgrau und danach schachbrettartig rot/weiß gewürfelt, danach schwarz/weiß gewürfelt, trägt er jetzt nach weiß mit schwarzem Bund die Tageskennung weiß mit grünem Bund.